# Николај Коротков
Николај Сергејвич Коротков (такође романизован Короткоф; рус. Никола́й Серге́евич Коротко́в;  26. фебруар [по јулијанском 14. фебруар] 1874.. - 14. марта 1920) био је хирург Руског царства, пионир васкуларне хирургије 20. века и проналазач аускултативне технике за мерење крвног притиска .

## Биографија
Николај Коротков је рођен у породици трговца у Курску 26. фебруара 1874. Похађао је Курску гимназију (средњу школу). Студирао је на медицинском факултету Харковског Универзитета 1893. године и пребацио се на Московски универзитет 1895. године, где је 1898. године дипломирао са одликовањем. Именован је за интерног приправника професора Александра Боброва на хируршкој клиници Московског универзитета.
Коротков је добио одсуство да служи у руским војним снагама на Далеком истоку током Боксерског устанка у Кини 1900. Био је везан за Црвени крст у заједници Iversh под управом Алексинског (ученик проф. Боброва). Путовање на Далеки исток подразумевало је дуготрајно путовање транссибирском железницом, преко Иркутска до Владивостока, а он се преко Јапана, Сингапура, Цејлона и Суецког канала вратио у Москву до Црног мора и Феодосије . Коротков је одликован Орденом свете Ане за „изузетно реван труд у помагању болесним и рањеним војницима“.
По повратку Николај Коротков окренуо је свој ум са војних на академска и превео монографију Едуарда Алберта „Die Chirurgische Diagnostik“ са немачког на руски језик. 1903. године Сергеј Федоров је постављен за професора хирургије на ВМА у Санкт Петербургу и позвао је Короткова да му се придружи као помоћник хирурга. Током руско-јапанског рата 1904 – 1905, Коротков је отишао у Харбин у Манџурији као виши хирург задужен за Другу јединицу Црвеног крста Светог Георгија. Заинтересовао се за васкуларну хирургију и почео је да прикупља случајеве за своју докторску тезу, која је обухватала 41 од 44 случаја пацијената који су били део његовог ратног искуства у болници у Харбину.
Враћајући се у Санкт Петербург априла 1905. године, почео је да припрема своју тезу, али трајну славу стекао је управо презентацијом Царској војно-медицинској академији 1905. године. Техника мерења крвног притиска објављена је на мање од странице (само 281 реч) часописа „Izvestie Imp. Voiennomedicinskoi Akademii "(Извештаји Царске војно-медицинске академије):
| „ | Манжета Scipione Riva-Rocci-ја постављена је на средњу трећину надлактице; притисак у манжетни се брзо подиже до потпуног престанка циркулације испод манжетне. Потом, пуштајући живу манометра да се дечјим стетоскопом ослушкује артерију одмах испод манжетне. У почетку се не чују звукови. Падом живе у манометру до одређене висине појављују се први кратки тонови; њихов изглед указује на пролазак дела пулсног таласа испод манжетне. Из тога следи да манометријска фигура на којој се појављује први тон одговара максималном притиску. Даљим падом живе у манометару чују се систолни компресијски жамори, који поново прелазе у тонове (други). Коначно, сви звукови нестају. Време престанка звукова указује на слободан пролаз пулсног таласа; другим речима, у тренутку нестанка звукова минимални крвни притисак у артерији превладава над притиском у манжетни. Из тога следи да манометријске фигуре у овом тренутку одговарају минималном крвном притиску. | ” |

Критични коментари Короткових вршњака обрађени су на спретан начин, а он се месец дана касније појавио на Царској војној академији са експериментима на животињама у знак подршке својој теорији да су звуци које је описао производили локално, а не у срцу. Заслужио је одобрење професора М.В. Јановског, који је изјавио: „Коротков је приметио и паметно искористио феномен који су многи посматрачи превидели“. Јановски и његови ученици верификовали су тачност технике и описали фазе аускултаторних звукова и једно време је техника била позната као Коротков-Јановски метода.
Николај Коротков, који је тада био лекар за истраживање рударског округа Vitimsko-Olekminsky у Сибиру, докторирао је 1910. Након тога служио је као хирург радницима рудника злата у Ленску. Овде је био сведок царских злочина и био је дубоко погођен убиством ненаоружаних рудара у штрајку. После овога Коротков се вратио у Санкт Петербург и током Првог светског рата био је хирург у „Добротворној кући за војнике инвалиде“ у Царском Селу. Поздравио је Октобарску револуцију након које је био главни лекар болнице Мечников у Петрограду до своје смрти од туберкулозе плућа 14. марта 1920.

## Придружени епоними
- Короткова метода је неинвазивна аускултаторна техника за одређивање нивоа систолног и дијастолног крвног притиска. Метода захтева сфигмоманометар и стетоскоп. Због лакоће и тачности сматра се „златним стандардом“ за мерење крвног притиска
- Коротковови звукови су пулсно-синхрони циркулаторни звукови који се чују кроз стетоскоп у аускултацији крвног притиска помоћу Риг-Роцијевог сфигмоманометра.
- Коротков-ов тест или Коротковов знак је тест колатералне циркулације: у случају анеуризме, ако крвни притисак у периферној циркулацији остане прилично висок док је артерија изнад анеуризме стиснута, колатерална циркулација је добра.